# Coopérative U
Coopérative U er et fransk dagligvare-kooperativ, som består af ca. 800 uafhængigt ejede forretninger. Forretningerne omfatter hypermarkeder, supermarkeder, discountbutikker og nærbutikker. Virksomheden har hovedkvarter i Rungis.
Système U's forretninger findes under brands som Hyper U, Super U, Marché U og Utile.
Det begyndte med Pain Quotidien ('daglige brød') kooperativet, som blev etableret i 1894. I 1999 blev indgået en strategisk alliance med E.Leclerc.